# Brandon Yip
Brandon Yip, född 25 april 1985 i Vancouver, British Columbia, är en kinesisk-kanadensisk professionell ishockeyspelare som spelar för den kinesiska klubben  Kunlun Red Star (med spelarnamnet "Jinguang Ye"). Han har tidigare representerat Phoenix Coyotes, Nashville Predators, Colorado Avalanche, Jukurit och Adler Mannheim. Han spelar även i det kinesiska OS-laget 2022, där han är lagkapten.
Yip är av kinesisk och irländsk härkomst men är född och uppvuxen i Kanada. Han valdes som 239:e spelare totalt av Colorado Avalanche i NHL-draften 2004.